# KLER
KLER / Клер (укр. KLER), справжнє ім’я — Колесник Валерія Володимирівна (укр. Колесник Валерія Володимирівна; за чоловіком – Кукрі Валерія Володимирівна; нар. у місті Могилів-Подільський, Вінницька область, Україна) — українська співачка і авторка пісень. Виконує композиції в жанрах поп, диско, фанк, соул та хіп-хоп. Випускниця Вінницького коледжу культури і мистецтв ім. М. Д. Леонтовича та Київського національного університету культури і мистецтв.
Активну творчу діяльність розпочала у 2017 році. Станом на 2025 рік випустила один студійний альбом, два міні-альбоми та низку синглів українською та англійською мовами. У листопаді 2024 року відбувся її перший великий сольний концерт у Києві. Лауреатка музичної премії Megogo Music Awards 2024 у номінації «Нова хвиля попмузики». Її творчість характеризується поєднанням сучасного поп-звучання з елементами стилістики 70–80-х років та особистими ліричними текстами.

## Біографія та кар'єра

### Ранні роки
Валерія Колесник народилася в місті Могилів-Подільський, Вінницької області. З дитинства захоплювалася музикою та танцями. Закінчила музичну школу за спеціальностями «вокал» та «фортепіано», брала участь у конкурсах і гастрольних поїздках. Навчалась у гімназії №2 м. Могилева-Подільського після чого вступила до Вінницького коледжу культури і мистецтв ім. М. Д. Леонтовича. Там написала перші пісні та зробила перші студійні записи. Згодом продовжила навчання у Київському національному університеті культури і мистецтв за спеціальністю «Театр та кіно».

### Початок кар’єри
У 2017 році розпочала музичну кар’єру під псевдонімом KLER. Її перші композиції потрапили в ротацію на українських радіостанціях і телеканалах. Паралельно писала пісні для дітей і інших артистів, серед яких — трек «Крізь сон» у виконанні співака Alekseev.
У 2021 році співачка зібрала окремі треки в міні-альбом «Love It 2017–2020», що містив пісні українською та англійською мовами.

## Кар’єра та етапи творчості
Після дебютних релізів KLER продовжила співпрацю із саунд-продюсером Антоном Кукрі, з яким створює музику.
У 2023 році KLER зосередилася на створенні україномовного матеріалу. Сингли «Любов (На глибині глибині)» «Зірка»«Ланіти»«Над хмарами» увійшли до дебютного україномовного альбому «Яка є», що вийшов у 2024 році. У тому ж році співачка презентувала дует із alyona alyona — пісню «Тільки в твоїх обіймах».
9 листопада 2024 року KLER провела свій перший великий сольний концерт у Києві в клубі Atlas. У грудні того ж року отримала нагороду Megogo Music Awards у категорії «Нова хвиля поп музики», яка передбачала грошовий грант на розвиток творчості.

## Музичний стиль та впливи
Музика KLER визначається як сучасний поп із елементами фанку, диско, соулу та хіп-хопу. У текстах часто присутні особисті історії та образні вислови. Серед впливів співачка називає естраду 70–80-х років (зокрема ВІА «Гуцулочка», «Водограй»), а також таких артисток, як Jennifer Lopez, Beyonce, Ciara, Rihanna, Lady Gaga. Її музичний смак охоплює широкий спектр жанрів — від класики до репу.

## Дискографія

### Студійні альбоми
- «Яка є» (2024)

### Міні-альбоми (EP)
- «Love It 2017–2020» (2022)
- «Під пледом» (2024)

Перелік треків
| Дата виходу      | Назва треку                                              | Альбом \ EP                |
| 11 жовт. 2018 р. | «Особливий»                                              | «Love It 2017–2020» (2022) |
| 26 квіт. 2019 р. | «Suzy»                                                   | «Love It 2017–2020» (2022) |
| 26 квіт. 2019 р. | «Life so good»                                           | «Love It 2017–2020» (2022) |
| 17 бер. 2020 р.  | «Тікай»                                                  | -                          |
| 20 квіт. 2021 р. | «Невимовно»                                              | -                          |
| 18 лист. 2022 р  | «Нервова система»                                        | -                          |
| 22 груд. 2022 р. | «Зимова»                                                 | -                          |
| 10 лют. 2023 р.  | «Любов»                                                  | Альбом «Яка є»             |
| 30 черв. 2023 р. | «Зірка»                                                  | Альбом «Яка є»             |
| 15 лист. 2023 р. | «Ланіти»                                                 | Альбом «Яка є»             |
| 12 квіт. 2024 р. | «Над хмарами»                                            | Альбом «Яка є»             |
| 19 квіт. 2024 р. | «Робити, що мусиш»                                       | Альбом «Яка є»             |
| 3 трав. 2024 р.  | «Танцюємо далі»                                          | Альбом «Яка є»             |
| 3 трав. 2024 р.  | «Яка є»                                                  | Альбом «Яка є»             |
| 3 трав. 2024 р.  | «Слова колючі»                                           | Альбом «Яка є»             |
| 27 вер. 2024 р.  | Трек «Тільки в твоїх обіймах» Співавторка: Aloyna Aloyna | EP «Під пледом»            |
| 31 жовт. 2024 р. | Трек «Під пледом»                                        | EP «Під пледом»            |
| 31 жовт. 2024 р. | Трек «Моя любов»                                         | EP «Під пледом»            |
| 28 квіт. 2025 р  | Трек «На вінілі»                                         | -                          |

### Нагороди та номінації
- Megogo Music Awards (2024) — перемога в номінації «Нова хвиля поп музики», що включала грант на подальший розвиток.

## Критика
Музичні оглядачі позитивно сприймають творчість KLER. Видання Slukh відзначало потенціал її пісень та їхній хітовий характер. Артистку порівнювали зі світовими виконавицями, зокрема з Дуа Ліпою. У виданнях Muzvar, InfoResist та на Радіо Промінь KLER охарактеризовано як перспективну співачку з виразним стилем і соціально чутливою лірикою.

## Особисте життя
KLER перебуває у шлюбі із саунд-продюсером Антоном Кукрі, з яким співпрацює у межах творчих проєктів.